# Campionat del Món d'atletisme en pista coberta de 2010
El Campionat del Món d'atletisme en pista coberta de 2010, fou la tretzena edició del Campionat del Món d'atletisme en pista coberta, es disputà entre els dies 12 i 14 de març a l'Aspire Dome de Doha (Qatar).

## Medallistes

### Categoria masculina
| Event | Or                                                                           | Or         | Plata                                                                            | Plata      | Bronze                                                                         | Bronze     |
| 60 m | Dwain Chambers · Regne Unit                                                  | 6.48 WL    | Mike Rodgers · Estats Units                                                      | 6.53       | Daniel Bailey · Antigua i Barbuda                                              | 6.57       |
| 400 m | Chris Brown · Bahames                                                        | 45.96 SB   | William Collazo · Cuba                                                           | 46.31 PB   | Jamaal Torrance · Estats Units                                                 | 46.43      |
| 800 m | Abubaker Kaki · Sudan                                                        | 1:46.23 SB | Boaz Kiplagat Lalang · Kenya                                                     | 1:46.39    | Adam Kszczot · Polònia                                                         | 1:46.69    |
| 1500 m | Deresse Mekonnen · Etiòpia                                                   | 3:41.86    | Abdalaati Iguider · Marroc                                                       | 3:41.96    | Haron Keitany · Kenya                                                          | 3:42.32    |
| 3000 m | Bernard Lagat · Estats Units                                                 | 7:37.97 SB | Sergio Sanchez · Espanya                                                         | 7:39.55    | Sammy Alex Mutahi · Kenya                                                      | 7:39.90    |
| 60 m. tanques | Dayron Robles · Cuba                                                         | 7.34 CR    | Terrence Trammell · Estats Units                                                 | 7.36 NR    | David Oliver · Estats Units                                                    | 7.44 PB    |
| relleus 4x400 m. llisos | Estats UnitsJamaal Torrance · Greg Nixon · Tavaris Tate · Bershawn Jackson · | 3:03.40 WL | BèlgicaCedric van Branteghem · Kévin Borlée · Antoine Gillet · Jonathan Borlée · | 3:06.94 NR | Regne UnitConrad Williams · Nigel Levine · Christopher Clarke · Richard Buck · | 3:07.52 SB |
| Salt d'alçada | Ivan Ukhov · Rússia                                                          | 2.36       | Yaroslav Rybakov · Rússia                                                        | 2.31       | Dusty Jonas · Estats Units                                                     | 2.31       |
| Salt amb perxa | Steven Hooker · Austràlia                                                    | 6.01 CR    | Malte Mohr · Alemanya                                                            | 5.70       | Alexander Straub · Alemanya                                                    | 5.65       |
| Salt de llargada | Fabrice Lapierre · Austràlia                                                 | 8.17       | Godfrey Khotso Mokoena · Sud-àfrica                                              | 8.08 SB    | Mitchell Watt · Austràlia                                                      | 8.05       |
| Triple salt | Teddy Tamgho · França                                                        | 17.90 WR   | Yoandris Betanzos · Cuba                                                         | 17.69 PB   | Arnie David Girat · Cuba                                                       | 17.36 SB   |
| Llançament de pes | Christian Cantwell · Estats Units                                            | 21.83      | Ralf Bartels · Alemanya                                                          | 21.44 PB   | Dylan Armstrong · Canadà                                                       | 21.39      |
| Heptatló | Bryan Clay · Estats Units                                                    | 6204       | Trey Hardee · Estats Units                                                       | 6184       | Aleksey Drozdov · Rússia                                                       | 6141       |
| AR Rècord del continent \| CR Rècord del campionat \| NR Rècord nacional \| OR Rècord olímpic \| PB/PR Millor marca personal/Rècord personal SB Millor marca personal de la temporada \| WL Millor marca mundial de l'any \| WR Rècord del món |                                                                              |            |                                                                                  |            |                                                                                |            |

### Categoria femenina
| Event | Or                                                                            | Or         | Plata                                                                            | Plata      | Bronze                                                                           | Bronze     |
| 60 m | Veronica Campbell-Brown · Jamaica                                             | 7.00 PB    | Carmelita Jeter · Estats Units                                                   | 7.05       | Ruddy Zang Milama · Gabon                                                        | 7.14       |
| 400 m | Debbie Dunn · Estats Units                                                    | 51.04      | Tatyana Firova · Rússia                                                          | 51.13 PB   | Vania Stambolova · Bulgària                                                      | 51.50 SB   |
| 800 m | Mariya Savinova · Rússia                                                      | 1:58.26 WL | Jenny Meadows · Regne Unit                                                       | 1:58.43 NR | Alysia Johnson · Estats Units                                                    | 1:59.60 PB |
| 1500 m | Kalkidan Gezahegne · Etiòpia                                                  | 4:08.14    | Natalia Rodríguez · Espanya                                                      | 4:08.30    | Gelete Burka · Etiòpia                                                           | 4:08.39    |
| 3000 m | Meseret Defar · Etiòpia                                                       | 8:51.17    | Vivian Cheruiyot · Kenya                                                         | 8:51.85    | Sentayehu Ejigu · Etiòpia                                                        | 8:52.08    |
| 60 m. tanques | LoLo Jones · Estats Units                                                     | 7.72 CR    | Perdita Felicien · Canadà                                                        | 7.86 SB    | Priscilla Lopes-Schliep · Canadà                                                 | 7.87       |
| relleus 4x400 m. llisos | Estats UnitsDebbie Dunn · DeeDee Trotter · Natasha Hastings · Allyson Felix · | 3:27.34 WL | RússiaSvetlana Pospelova · Natalya Nazarova · Kseniya Vdovina · Tatyana Firova · | 3:27.44 SB | TxèquiaDenisa Rosolová · Jitka Bartoničková · Zuzana Bergrová · Zuzana Hejnová · | 3:30.05 SB |
| Salt d'alçada | Blanka Vlašić · Croàcia                                                       | 2.00       | Ruth Beitia · Espanya                                                            | 1.98       | Chaunte Howard Lowe · Estats Units                                               | 1.98 SB    |
| Salt amb perxa | Fabiana Murer · Brasil                                                        | 4.80       | Svetlana Feofanova · Rússia                                                      | 4.80 SB    | Anna Rogowska · Polònia                                                          | 4.70       |
| Salt de llargada | Brittney Reese · Estats Units                                                 | 6.70       | Naide Gomes · Portugal                                                           | 6.67       | Keila Costa · Brasil                                                             | 6.63 SB    |
| Triple salt | Olga Rypakova · Kazakhstan                                                    | 15.14 WL   | Yargelis Savigne · Cuba                                                          | 14.86 SB   | Anna Pyatykh · Rússia                                                            | 14.64 SB   |
| Llançament de pes | Nadzeya Ostapchuk · Belarús                                                   | 20.85 CR   | Valerie Vili · Nova Zelanda                                                      | 20.49 AR   | Natallia Mikhnevich · Belarús                                                    | 20.42 SB   |
| Pentatló | Jessica Ennis · Regne Unit                                                    | 4937 CR    | Nataliya Dobrynska · Ucraïna                                                     | 4851       | Tatyana Chernova · Rússia                                                        | 4762       |
| AR Rècord del continent \| CR Rècord del campionat \| NR Rècord nacional \| OR Rècord olímpic \| PB/PR Millor marca personal/Rècord personal SB Millor marca personal de la temporada \| WL Millor marca mundial de l'any \| WR Rècord del món |                                                                               |            |                                                                                  |            |                                                                                  |            |

## Medaller
| Pos.  | País              | Or | Plata | Bronze | Total |
| 1     | Estats Units      | 8  | 4     | 5      | 17    |
| 2     | Etiòpia           | 3  | 0     | 2      | 5     |
| 3     | Rússia            | 2  | 4     | 3      | 9     |
| 4     | Regne Unit        | 2  | 1     | 1      | 4     |
| 5     | Austràlia         | 2  | 0     | 1      | 3     |
| 6     | Cuba              | 1  | 3     | 1      | 5     |
| 7     | Belarús           | 1  | 0     | 1      | 2     |
| 7     | Brasil            | 1  | 0     | 1      | 2     |
| 9     | Bahames           | 1  | 0     | 0      | 1     |
| 9     | Croàcia           | 1  | 0     | 0      | 1     |
| 9     | Kazakhstan        | 1  | 0     | 0      | 1     |
| 9     | França            | 1  | 0     | 0      | 1     |
| 9     | Jamaica           | 1  | 0     | 0      | 1     |
| 9     | Sudan             | 1  | 0     | 0      | 1     |
| 15    | Espanya           | 0  | 3     | 0      | 3     |
| 16    | Kenya             | 0  | 2     | 2      | 4     |
| 17    | Alemanya          | 0  | 2     | 1      | 3     |
| 18    | Canadà            | 0  | 1     | 2      | 3     |
| 19    | Bèlgica           | 0  | 1     | 0      | 1     |
| 19    | Marroc            | 0  | 1     | 0      | 1     |
| 19    | Nova Zelanda      | 0  | 1     | 0      | 1     |
| 19    | Portugal          | 0  | 1     | 0      | 1     |
| 19    | Sud-àfrica        | 0  | 1     | 0      | 1     |
| 19    | Ucraïna           | 0  | 1     | 0      | 1     |
| 25    | Polònia           | 0  | 0     | 2      | 2     |
| 26    | Antigua i Barbuda | 0  | 0     | 1      | 1     |
| 26    | Bulgària          | 0  | 0     | 1      | 1     |
| 26    | Gabon             | 0  | 0     | 1      | 1     |
| 26    | Txèquia           | 0  | 0     | 1      | 1     |
| Total | Total             | 26 | 26    | 26     | 78    |